# Drone Hopper-Androni Giocattoli/2022
Deze pagina geeft een overzicht van de Drone Hopper-Androni Giocattoli-wielerploeg in 2022.

## Algemeen
Algemeen Manager: Gianni Savio
Technisch directeur: Giovanni Ellena
Ploegleiders: Leonardo Canciani, Giampaolo Cheula, Daniele Righi, Alessandro Spezialetti
Fietsen: Bottecchia

## Renners
| Naam                     | Geboortedatum | Nationaliteit | Ploeg 2021                 |
| ------------------------ | ------------- | ------------- | -------------------------- |
| Juan Diego Alba          | 11-09-1997    | Colombia      | Movistar Team              |
| Mattia Bais              | 19-10-1996    | Italië        |                            |
| Gabriele Benedetti       | 09-06-2000    | Italië        | Zalf Euromobil Fior        |
| Alessandro Bisolti       | 07-03-1985    | Italië        |                            |
| Jefferson Cepeda**       | 16-06-1998    | Ecuador       |                            |
| Luca Chirico             | 16-07-1992    | Italië        |                            |
| Eduard-Michael Grosu     | 04-09-1992    | Roemenië      | DELKO                      |
| Trym Westgaard Holther   | 09-07-2003    | Noorwegen     | Smaalenene SK              |
| Leonardo Marchiori       | 13-06-1998    | Italië        |                            |
| Umberto Marengo          | 21-07-1992    | Italië        | Bardiani-CSF-Faizanè       |
| Didier Merchan           | 26-07-1999    | Colombia      | Colombia Tierra de Atletas |
| Daniel Muñoz             | 21-11-1996    | Colombia      |                            |
| Andrea Piccolo*, **      | 23-03-2001    | Italië        | Gazprom-RusVelo            |
| Andrii Ponomar           | 05-09-2002    | Oekraïne      |                            |
| Simone Ravanelli         | 04-07-1995    | Italië        |                            |
| Jhonatan Restrepo        | 28-11-1994    | Colombia      |                            |
| Brandon Alejandro Rojas  | 02-07-2002    | Colombia      | Liga Bogota                |
| Eduardo Sepúlveda        | 13-01-1991    | Argentinië    |                            |
| Filippo Tagliani         | 14-08-1995    | Italië        |                            |
| Natnael Tesfatsion       | 23-05-1999    | Eritrea       |                            |
| Santiago Umba            | 20-11-2002    | Colombia      |                            |
| Marti Vigo del Arco      | 22-12-1997    | Spanje        |                            |
| Edoardo Zardini          | 2-11-1989     | Italië        | Vini Zabù-KTM              |
| Ricardo Alejandro Zurita | 10-11-2000    | Spanje        | GSport                     |

*vanaf 24/06
** tot 31/07

### Vertrokken
| Naam                | Geboortedatum | Nationaliteit | Ploeg 2022                  |
| ------------------- | ------------- | ------------- | --------------------------- |
| Žiga Jerman         | 26-06-1998    | Slovenië      | Ljubljana Gusto Santic      |
| Matteo Malucelli    | 20-10-1993    | Italië        | Gazprom-RusVelo             |
| János Pelikán       | 19-04-1995    | Hongarije     | ?                           |
| Simon Pellaud       | 06-11-1992    | Zwitserland   | Trek-Segafredo              |
| Josip Rumac         | 26-10-1994    | Kroatië       | ?                           |
| Nicola Venchiarutti | 07-10-1998    | Italië        | Work Service Vitalcare Vega |
| Mattia Viel         | 22-04-1995    | Italië        | ?                           |

## Overwinningen
| Ronde van Rwanda 3e etappe: Jhonatan Restrepo Eind- en jongerenklassement: Natnael Tesfatsion Ronde van Turkije 4e etappe: Eduardo Sepúlveda Adriatica Ionica Race 2e etappe: Natnael Tesfatsion Bergklassement: Natnael Tesfatsion Ronde van Roemenië 3e etappe: Eduard-Michael Grosu Puntenklassement: Eduard-Michael Grosu |

1996 · 1997 · 1998 · 1999 · 2000 · 2001 · 2002 · 2003 · 2004 · 2005 · 2006 · 2007 · 2008 · 2009 · 2010 · 2011 · 2012 · 2013 · 2014 · 2015 · 2016 · 2017 · 2018 · 2019 · 2020 · 2021 · 2022
Alpecin-Deceuninck · B&B Hotels-KTM · Bardiani-CSF-Faizanè  · Bingoal Pauwels Sauces WB · Burgos-BH · Caja Rural-Seguros RGA · Drone Hopper-Androni Giocattoli · EOLO-Kometa · Equipo Kern Pharma · Euskaltel-Euskadi · Gazprom-RusVelo · Human Powered Health · Sport Vlaanderen-Baloise · Arkéa-Samsic · Team Novo Nordisk · Team TotalEnergies · Uno-X Pro Cycling Team